# Зейнуллин, Аян Талгатович
Ая́н Талга́тович Зейну́ллин (каз. Аян Талғатұлы Зейнуллин, род. 4 апреля 1989) — казахстанский государственный деятель, депутат, член Комитета по вопросам экологии и природопользованию Мажилиса Парламента Республики Казахстан VIII созыва.

## Биография
Родился 4 апреля 1989 года в посёлке Токаревка Тельманского района Карагандинской области.

### Образование
В 2011 году завершил обучение в бакалавриате Казахского государственного юридического университета имени М. С. Нарикбаева.

### Трудовая деятельность
Свою трудовую деятельность начал в 2011 году менеджером по снабжению в ТОО «ХПП Анар». С 2014 по 2018 годы работал в должности коммерческого директора ТОО «ХПП Анар».
С февраля 2018 по август 2020 года работал в должности исполнительного директора ТОО «Мельнично-макаронный комбинат „Аян“».
С 2020 по 2023 годы трудился в ТОО «AiZet Farms», исполнительный директор, генеральный директор.
В январе 2023 года был назначен на должность директора по производственным вопросам производственного кооператива «Сельскохозяйственный производственный кооператив „Астана“», покинул должность в связи с переходом на работу в Национальный парламент.

## Выборные должности
С 2021 по 2023 годы был депутатом Акмолинского областного маслихата VII созыва по партийному списку Народно-демократической патриотической партии «Ауыл».
С 28 марта 2023 года является депутатом Мажилиса Парламента Республики Казахстан VIII созыва. Выдвинут партией «Ауыл». В Парламенте работает в должности члена Комитета по вопросам экологии и природопользованию.